# Megachile sculpturalis
Megachile sculpturalis (лат.) — вид крупных пчёл из семейства Megachilidae. Восточная Азия, завезена в Северную Америку. Длина 13—25 мм. Чёрного цвета пчела с золотисто-рыжеватыми волосками.

## Распространение
Происходит из восточной Азии (Китай, Корея, Тайвань, Япония; Iwata 1933, Wu 2005). В Северной Америке впервые обнаружена в 1994 году в Северной Каролине, в 1999 — в центральном Огайо (Mangum & Sumner 2003), в 2000 — в Алабаме (Kondo et al. 2000) и Нью-Йорке (Ascher 2001), в 2002 — в Канаде (Онтарио; Mangum & Sumner 2003). Позднее найдена в Вермонте (Richardson 2005), в районе Бостона (Rykken 2007), в Индиане (Indiana Cooperative Agricultural Pest Survey 2006), в Айове и Канзасе (Hinojosa-Díaz et al. 2005).